# Trelleborgs Kammarkör
Trelleborgs Kammarkör är en blandad kör med båda sakral och profan repertoar, stora körverk och mindre visor. Den bildades 1987 och har idag cirka 20-talet aktiva sångare. Dirigent är Michael Sideridis.